# Ribeira do Jogo
A Ribeira do Jogo é um curso de água português localizado na localidade das Manadas, concelho da Velas, ilha de São Jorge, arquipélago dos Açores.
Este curso de água tem origem a uma cota de cerca de 900 metros de altitude nos contrafortes montanhosos da Cordilheira Central da ilha, nas imediações do Pico da Esperança.
Procede à drenagem de uma bacia hidrográfica que engloba os contrafortes desta elevação e também do Pico do Areeiro.
Desagua no Oceano Atlântico depois de atravesar a localidade das Manadas, na Fajã do Negro com o Cais das Manadas à vista.